# Иниак-Джанун
Иниак-Джанун (индон. Inyiak Janun) — карстовая пещера в индонезийской провинции Западная Суматра на острове Суматра.
Расположена посередине между северной частью озера Манинджау и городом Букиттинги, в двух километрах на восток от мечети в районе Jorong Bukik Siriah.
Пещера не оборудована, населена летучими мышами, внутри, на стенах имеются сталактиты и сталагмиты.
Вход в пещеру находится у подножия скалы, к нему ведёт узкая тропа, проложенная сквозь заросли пологого спуска.

## История возникновения названия
Название пещеры связано с историей жизни сильной и независимой женщины, которая первой обнаружила вход в подземелье в 1870-х годах. Женщину звали Иниак Джанун. Тяжёлая жизнь, страдания, нищета и страх, вызванные голландским колониализмом, вынудили её покинуть дом в деревне и бежать в лес. Итогом стало обнаружение просторной, скрытой от посторонних глаз пещеры, вход в которую расположен в нижней части склона скалистого холма.

## Фотогалерея
- Вход в пещеру
- Сталактиты и сталагмит
- В пещере
- Наклонный ход
- В пещере